# Eremotylus intermedius
Eremotylus intermedius är en stekelart som först beskrevs av Hedwig 1957.  Eremotylus intermedius ingår i släktet Eremotylus och familjen brokparasitsteklar. Inga underarter finns listade i Catalogue of Life.